# Vidombáki erődtemplom
A vidombáki erődtemplom (románul: Biserica fortificată din Ghimbav, németül: Weidenbacher Kirchenburg) eredetileg a 13. században emelt, később várfallal körülvett, a 17. században újjáépített szász evangélikus erődtemplom Vidombákon, Brassó megyében. Műemlékként nyilvántartott épület.
A vár a Barcaság egyik legkorábbi és Orbán Balázs szerint legerősebb templomerődje volt: mivel Vidombák sík területen fekszik, ellenséges támadás esetén más településekkel ellentétben a lakosok nem tudtak erdőkbe, hegyekbe menekülni, így különösen fontos volt egy ellenálló erődítmény építése. Azonban ennek nem volt túl nagy haszna, mivel védői több esetben harc nélkül átadták a támadó ellenségnek. A 19. században a kapubástyát lebontották, hogy a helyén építsék föl a faluházát.

## Története
Vidombákot a 13. század első felében alapították a Német Lovagrend által behívott szász telepesek, Szent Péternek szentelt nagytemplomát pedig 1250 körül építették fel. Plébánosát legelőször 1351-ben említik (Christianus de Widenbach). Korai történetéről nem maradtak fenn dokumentumok, csak néhány pap nevét jegyezték fel.
Az 1421-es és 1432-es törökdúlások miatt szükségessé vált egy erődítmény emelése, így a 15. század második felében felépítették a templomerődöt. Magát a templomot gótikus stílusúvá építették át, és ekkor készült el a lelkészi lak alsó, legrégibb része (egy felirat tanúsága szerint 1492-ben). A 16. század közepén a szászok evangélikus hitre tértek, így a templom is evangélikussá vált.
Az ellenálló erődöt ellenségnek soha nem sikerült bevennie, azonban a szászok többször feladták védelmét (1612-ben Báthorynak, 1658-ban a tatároknak), azt remélve, hogy a falu így kegyelmet kap. Azonban ez egyik esetben sem történt így, az ellenség felprédálta a falut, lerombolta a templomot, és számos embert megölt. Az 1658-as dúlás után a templomot közel egy évtized alatt építették újjá, tornya a korábbinál alacsonyabb.
1739-ben a templomot cseréppel fedték, 1759-ben tetőszerkezetét felújították. 1876-ban lebontották az erőd kéttornyos kapubástyáját és itt építették fel az új faluházát (ma könyvtár és egyesületek székhelye). A templomerődbe a faluháza épületéből nyílt bejárat, azonban ezt 1970-ben megszüntették, és új kaput nyitottak a fal déli részén.

## Leírása

### A templom
Gótikus stílusú, háromhajós épület; a magas főhajót két alacsony, sokszögűleg záródó mellékhajó fogja közre, melyektől boltozatos pillérek választják el. A szentély a főhajó szélességével bír (8 méter), attól egy csúcsíves diadalív választja el. A szentély és a mellékhajók ablakai csúcsívesek, a főhajó felső, ezeken túlmagasló részén kerek ablakok vannak. A központi hajó 20,5 méter hosszú, a szentély 13,5, a mellékhajók 28 méter hosszúak. Oltárja 1848-ban készült klasszicista stílusban, rajta a fényözönben álló Krisztus látható. A két világháború alatt elesett és fogságban meghalt, összesen 114 vidombáki szász emlékét két emléktábla őrzi. Orgonáját 1786-ban készítette Johannes Prause, 1848-ban és 1908-ban módosították, legutóbb 2008-ban újították fel.
Tornya a nyugati oldalon helyezkedik el, eredetileg a mainál magasabb volt, az 1658-as pusztítás után alacsonyabbra építették. A torony előcsarnokába díszes, bélletelt kapu vezet, mely kerci hatást mutat. Óraszerkezetét Johann Mannhardt készítette. Orbán Balázs a 19. század közepén három harangról számolt be: a két kisebben az 1591-es és az 1656-os dátum volt látható; a legnagyobb, 1668-ból származó harang elhasadt, 1832-ben öntötték újra. 1870-ben öt harangról tudósítanak. Az első világháborúban a legrégibb kivételével hadicélra rekvirálták a harangokat.
Ez az egyetlen erdélyi evangélikus templom, melynek belseje teljesen ki van festve.
A régi evangélikus temető nem a templom mellett, hanem a város keleti részén, a Piac utcában van. A temetőben a sírokon kívül kriptasor is található, továbbá egy tömegsír, ahol az 1916-os román betöréskor elesett katonák nyugszanak.

### Az erődítmény
A kőből és téglából emelt védőfalat öt négyszögletes torony védi, ezen felül még volt egy kéttornyos kapuerőd, melyet 1876-ban lebontottak. A vár ovális alaprajzú, mely arra utal, hogy a Barcaság egyik legkorábbi ilyen építménye volt; belső oldalán éléskamrák sorakoztak, hogy a védők hosszú ostrom alatt is kitarthassanak, továbbá minden családnak volt egy kis háza, ahol meghúzódhatott (ezeket a 20. században lebontották). A kapu a délkeleti oldalon nyílt, az erődöt körbevevő vizesárkon pedig felvonóhíd biztosított átjárást. A kiugró, dobozszerű, kettős szuroköntő nyílások egyediek a Barcaságon.
Orbán Balázs, aki még eredeti formájában látta a kapuerődöt, a következőképpen írja le azt: „Itt is meg van a fedett folyosó, melynek veszélyes csapdái és védrácsai fenyegették az ellenséget. A folyosó fölött egy hatalmas, köröskörül zuzművekkel ellátott donjonszerű torony emelkedik, mely már önmagában is eléggé fedezte volna a bejáratot; de a várépitők abban nem biztak meg, hanem elébe egy kiszökellő elővédet vagy hidfőt ragasztottak, melyen ismét két védtorony emelkedik. Ezek közt van a hatalmas zuzművekkel biztositott külső kapu, melynek ajtóját a falszegélyzett széles sánczra leereszthető felvonó hid alkotta. Egyátalában a vidombaki templomvár ugy combinatiója, mint kivitele, hatalmas védművei s főleg kapuszerkezete által a Barczaság minden templomvárai fölött áll, s az elsőséget magának követelheti.”

## Képek

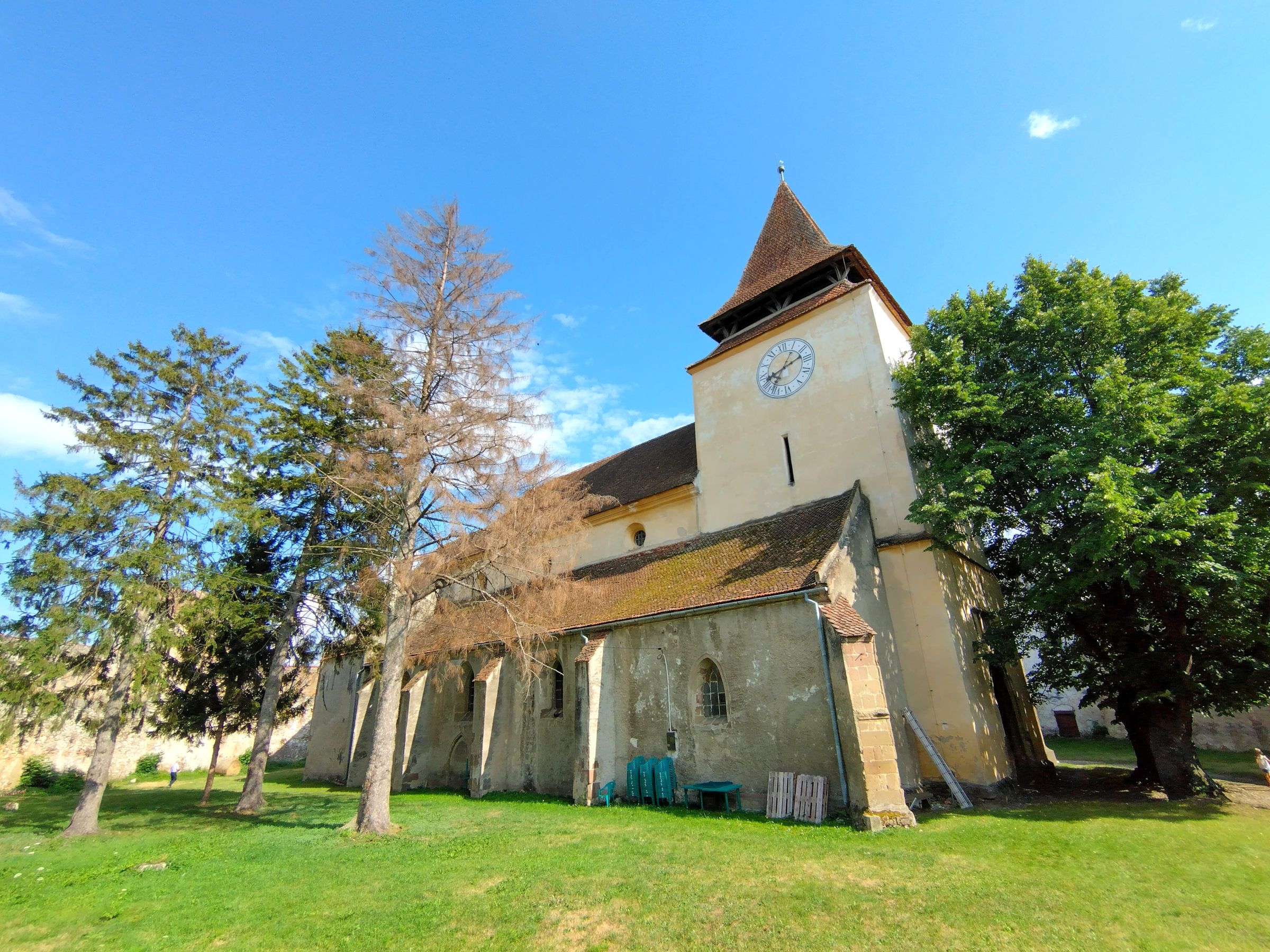
A templom
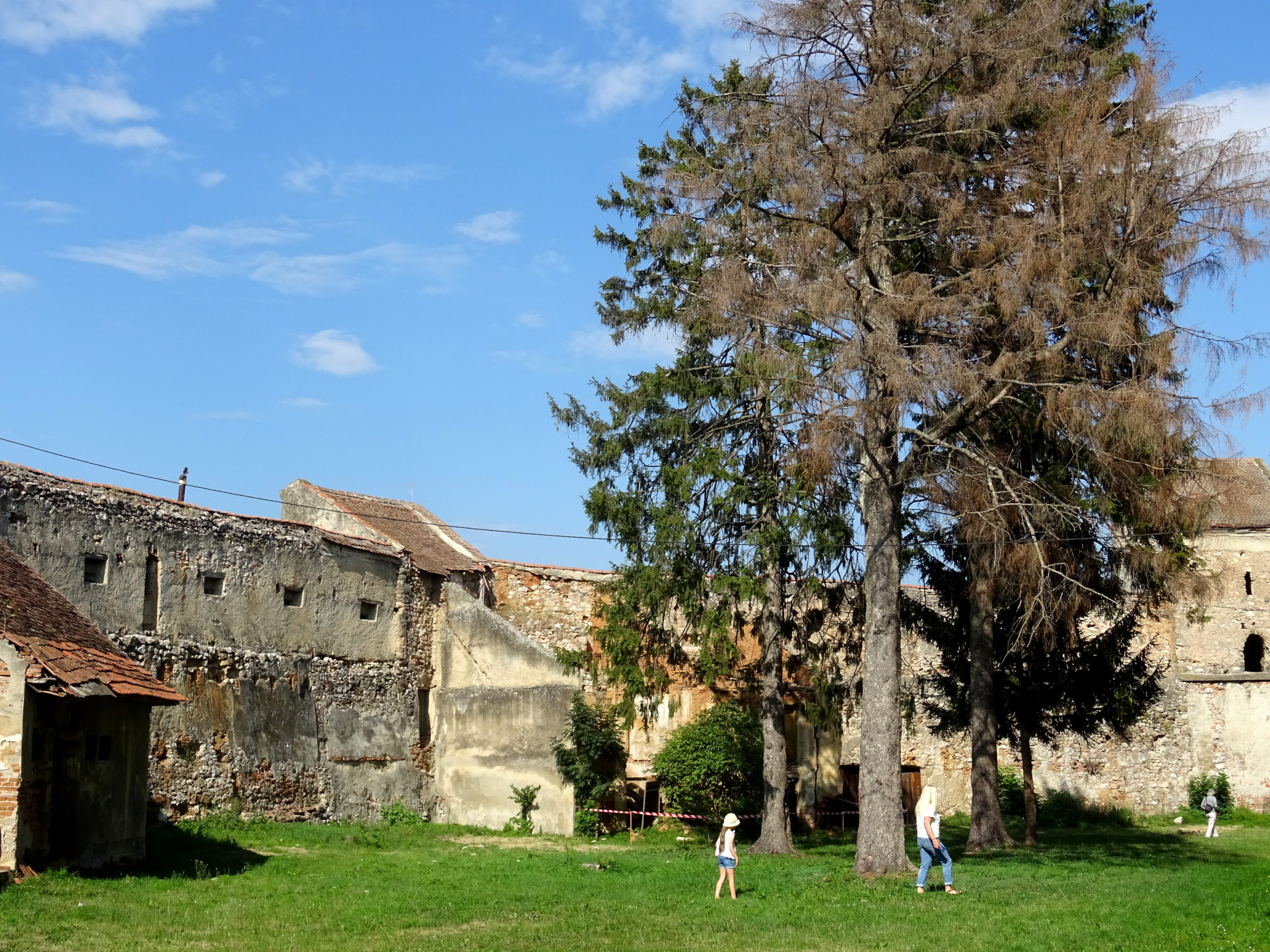
A templomerőd udvara
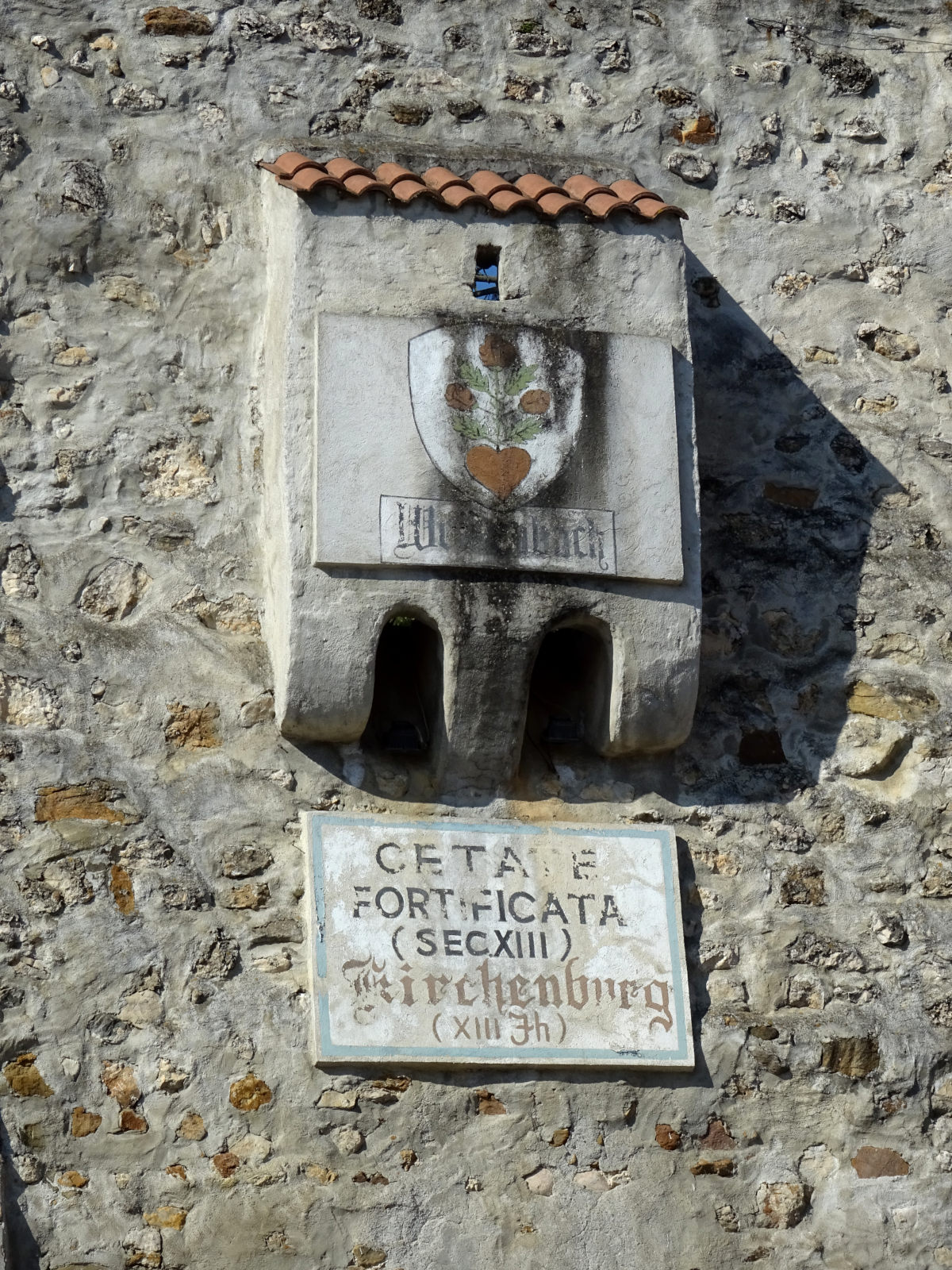
Az erőd kettős szuroköntő nyílásai
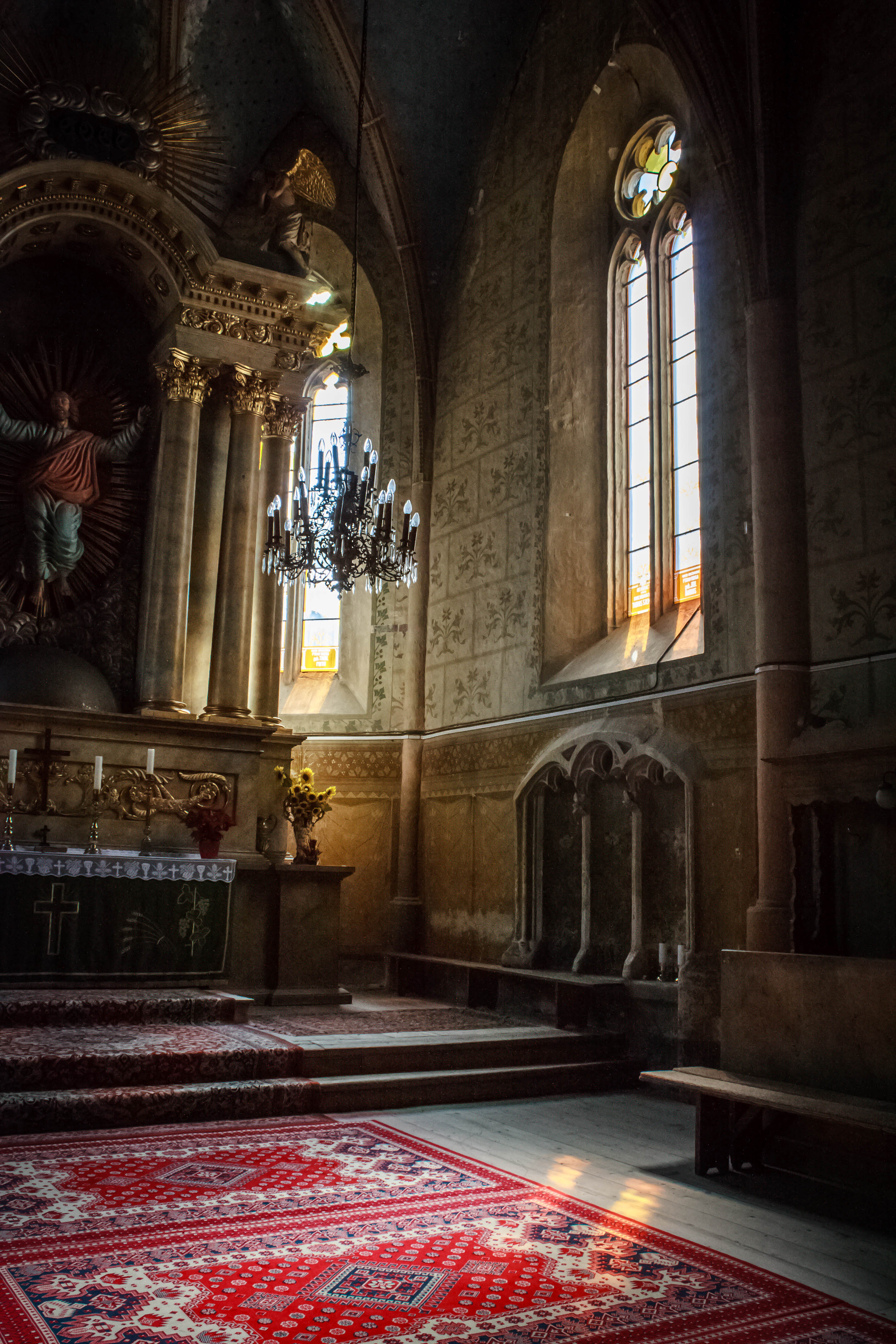
A kórus és az oltár
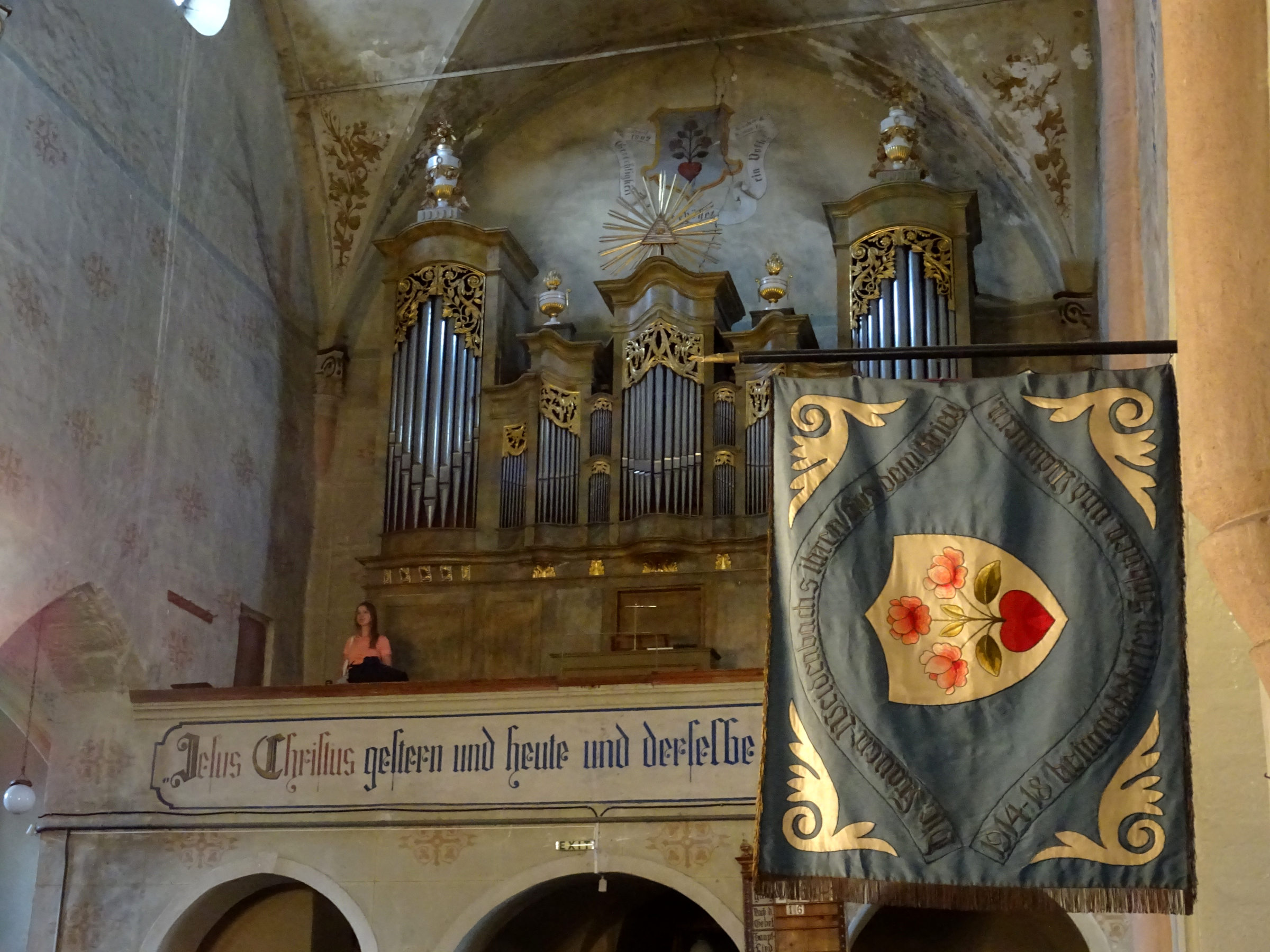
Az orgona és a templomzászló